# آلوا ام. لمپکین
آلوا ام. لمپکین (به انگلیسی: Alva Moore Lumpkin) سناتور سابق عضو حزب دموکرات ایالات متحده آمریکا بود. وی در سال ۱۹۴۱ میلادی سناتور ایالت کارولینای جنوبی در سنای ایالات متحده آمریکا بود.